# Apogonia pulchra
Apogonia pulchra är en skalbaggsart som beskrevs av Heller 1896. Apogonia pulchra ingår i släktet Apogonia och familjen Melolonthidae. Inga underarter finns listade i Catalogue of Life.